# Nejila Parspour
Nejila Parspour (persisch نژیلا پارسپور; * 13. Juli 1964 in Urmia) ist eine deutsche Elektrotechnikerin und Hochschullehrerin an der Universität Stuttgart iranischer Herkunft.

## Leben und Wirken
Parspour studierte Elektrotechnik an der Technischen Universität Berlin, wo sie 1991 ihren Abschluss machte. Anschließend war sie als wissenschaftliche Mitarbeiterin am dortigen Institut für elektrische Maschinen tätig. 1995 wurde sie in Berlin mit der Schrift Bürstenlose Gleichstrommaschine mit Fuzzy-Regelung für ein Herzunterstützungssystem zur Dr.-Ing. promoviert. Es folgte ein Forschungsaufenthalt an der University of California, Berkeley. Ab 1996 war sie in der Privatwirtschaft als Projektleiterin bei einem Unternehmen zur Herstellung von Röntgengeräten tätig. 2001 kehrte Parspour als Oberingenieurin am Institut für Antriebstechnik und Leistungselektronik der Universität Bremen zurück in den universitären Betrieb. Dort erhielt sie 2003 den 1. Preis beim Wettbewerb „Innovative Ideen für Unternehmen der Zukunft“ für die Entwicklung von kabellosen Energieübertragungssystemen in Robotern. Ein Jahr später folgte der Technologiepreis des Landes Bremen für ihre Forschungsbeiträge zu berührungslosen Ladeeinrichtungen für Elektrofahrzeuge. 2007 wurde sie von der Universität Stuttgart auf den ordentlichen Lehrstuhl für Elektrische Energiewandlung berufen. Seit 2011 leitet sie dort als Direktorin das neu gegründete Institut für Elektrische Energiewandlung (iew). 2012 wurde Parspour zu einer der ersten drei Übermorgenmacher beim gleichnamigen Wettbewerb zum 60-jährigen Bestehen des Landes Baden-Württemberg für ihren Verdienst im Bereich „Induktives Laden von Elektrofahrzeugen“ gewählt. Sie ist Mitgründerin und Studiendekanin des im Jahr 2013 an der Universität Stuttgart eingerichteten Master-Studienganges Elektromobilität und wirkt seit 2017 im Strategiedialog Automobilwirtschaft Baden-Württemberg mit. Ferner ist sie seit 2019 Forschungsdirektorin des gemeinsamen InnovationsCampus Mobilität der Zukunft (ICM) des Karlsruher Instituts für Technologie und der Universität Stuttgart.
Ihre Forschungsschwerpunkte liegen im Bereich der Antriebssysteme der Elektromobilität. Dabei liegt ein Schwerpunkt auf der Entwicklung von Elektromotoren und induktiven Energieübertragern für den Einsatz in Elektrofahrzeugen, Robotern, Windenergieanlagen und medizinischen Geräten. Dadurch soll insbesondere das automatische Aufladen von E-Fahrzeugen, etwa auf Parkplätzen und bei Wartephasen, ermöglicht werden, um so deren Reichweite zu erhöhen. Es werden Verfahren zur analytischen und numerischen Modellierung und Optimierung dieser Systeme erforscht und neuartige, hocheffiziente E-Motoren und Generatoren, wie zum Beispiel die induktiv-elektrisch erregte Synchronmaschine (iEESM), entwickelt. Darüber hinaus widmet sie sich der Erforschung von neuartigen Werkstoffen in Kombination mit der additiven Fertigung für weich- und hartmagnetische Werkstoffe erforscht, um so die Antriebe effektiver und ressourcenschonender fertigen zu können.